# Intersystem Crossing

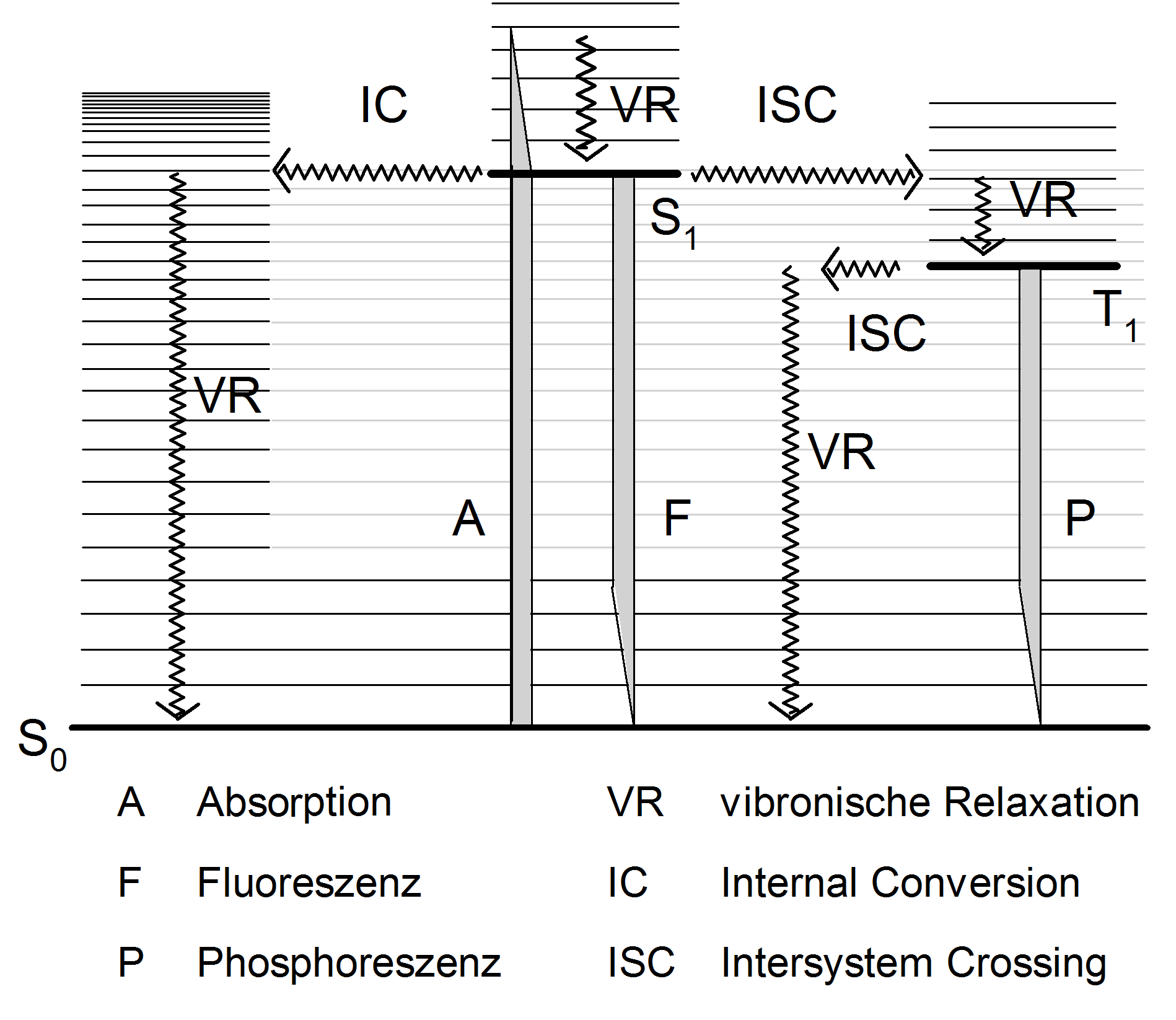
Jabłoński-Diagramm

Intersystem Crossing (ISC, engl.) ist ein Begriff aus der Photochemie und der Spektroskopie. Im Deutschen wird er auch Interkombination genannt. Er bezeichnet den strahlungslosen Übergang von einem elektronischen Anregungszustand in einen anderen Anregungszustand mit veränderter Multiplizität (der elektronische Grundzustand ist hierbei mit umfasst). Üblicherweise wird ein schwingungsangeregtes Niveau des neuen Zustands besetzt. Ein Beispiel für ISC  ist der Übergang vom Singulett- in den Triplett-Zustand (S1 → T1).

## Ähnliche Übergänge
Strahlungslose Übergänge, die ohne Wechsel der Multiplizität verlaufen (z. B. S1 → S0), werden dagegen als Internal Conversion bezeichnet.
Entsprechende strahlende Prozesse sind
- die Phosphoreszenz (bei Wechsel der Multiplizität)
- die Fluoreszenz (bei Beibehalt der Multiplizität).

Übersicht:
|                     |                            | Multiplizität konstant | Multiplizität wird verändert (langsam, da "verboten")                                                                |
| ------------------- | -------------------------- | --- | --- |
| unter Energieabgabe | mit Emission von Strahlung | Fluoreszenz z. B. {\displaystyle S_{1}\rightarrow S_{0}}                                                                                  | Phosphoreszenz z. B. {\displaystyle T_{1}\rightarrow S_{0}}                                                          |
| unter Energieabgabe | strahlungslos              | Schwingungs- bzw. vibronische Relaxation* z. B. {\displaystyle S_{0}^{*}\rightarrow S_{0}} und {\displaystyle T_{1}^{*}\rightarrow T_{1}} | |
| Energie konstant    | strahlungslos              | Innere Umwandlung z. B. {\displaystyle S_{1}\rightarrow S_{0}^{*}}                                                                        | Intersystem Crossing z. B. {\displaystyle S_{1}\rightarrow T_{1}^{*}} und {\displaystyle T_{1}\rightarrow S_{0}^{*}} |

)* vom angeregten Schwingungszustand Sx* eines bestimmten elektronischen Zustands in den jeweiligen Schwingungsgrundzustand Sx
Der dominierende Mechanismus für das ISC bei organischen Molekülen ist die Wechselwirkung zwischen dem magnetischen Moment des Spins und dem des zugehörigen Orbitals (Spin-Bahn-Kopplung). Bei Diradikalen ist außerdem die direkte Wechselwirkung zwischen zwei Spins möglich (Spin-Spin-Kopplung). Die Spin-Bahn-Kopplung hängt in der vierten Potenz von den Ordnungszahlen der beteiligten Atome ab. Das ISC wird somit in Gegenwart von schweren Elementen deutlich beschleunigt.
Auswahlregeln für elektronische Übergänge lassen nur Übergänge zwischen Zuständen gleicher Multiplizität zu. Direkte Anregungen, z. B. aus einem Singulett-Grundzustand in einen Triplett-Zustand, finden somit nicht oder nur in geringem Ausmaß statt (verbotener Übergang); Triplett-Zustände werden somit überwiegend besetzt durch ein ISC, das der Anregung in den Singulett-Zustand nachgeschaltet ist. Der Triplett-Zustand kann seine Anregungsenergie dann entweder strahlungslos (thermisch) abgeben, indem er unter ISC und vibronischer Relaxation in den Singulett-Grundzustand zurückwechselt, oder strahlend über Phosphoreszenz relaxieren; gegenüber der „erlaubten“ Fluoreszenz erfolgt die „verbotene“ Phosphoreszenz deutlich langsamer.

## Anwendungen
Praktische Anwendung findet das ISC
- bei Lasern („Zustandsinversion“)
- beim Phänomen der upconversion (ISC gefolgt von einer weiteren elektronischen Anregung und anschließender, gegenüber den Anregungswellenlängen kurzwellig verschobener Lichtemission)[1]
- in jüngerer Zeit bei Organischen Leuchtdioden (OLEDs), bei denen phosphoreszente Iridiumkomplexe für schnelles ISC und - anders als üblich (s. o.) - kurze Zeitkonstanten der Phosphoreszenz sorgen. Dabei überwiegt die Phosphoreszenz aufgrund ihrer kurzen Zeitkonstante gegenüber der thermischen Desaktivierung. Aufgrund der schnellen Umwandlungs- und Emissionsraten können die phosphoreszenten Emitter damit sowohl Singulett- als auch Triplett-Excitonen (in der OLED gebildet im Verhältnis 25:75) effizient in Licht umwandeln.
Dagegen sind typische fluoreszente Emitter auf Umwandlungseffizienzen von 25 % beschränkt, da ihre Triplett-Zustände überwiegend thermisch desaktivieren.

## Quantenausbeuten
Die Belichtung organischer Verbindungen führt nahezu ausschließlich zur Besetzung angeregter Singulett-Zustände (S0 → S1). Findet keine Photoreaktion (vgl. Photochemie) oder Energieübertragung auf ein weiteres Molekül statt, so kann der Singulett-Zustand strahlend (Fluoreszenz) oder strahlungslos (internal conversion) in den Grundzustand zurückkehren oder durch ISC in den T1-Zustand wechseln.
Die Quantenausbeute ΦISC gibt nun an, zu welchen Anteil der Übergang in den Triplett-Zustand erfolgt (0 ≤ ΦISC ≤ 1). Eine Übersicht der Quantenausbeuten für organische Verbindungen gibt die nachfolgende Tabelle. Die Energiedifferenz ΔEST zwischen S1 und T1 gibt dabei an, mit wie viel Schwingungsanregung der T1-Zustand mindestens gebildet wird. ΔEST entspricht der doppelten Austauschenergie (Quantenmechanik), die wiederum proportional zu den Überlappungsintegralen der beiden einfach besetzten Orbitale ist. Dies erklärt die deutlichen Unterschiede von ΔEST
- bei Carbonylverbindungen (n,π*-Anregung, geringe Orbitalüberlappung) und
- bei einfachen Aromaten (π,π*-Anregung, signifikante Orbitalüberlappung).

| Verbindung         | ES [kJ mol−1] | ET [kJ mol−1] | Δ(ES - ET) [kJ mol−1] | ΦISC       | ΦF    | Konfiguration von S1 / T1 |
| ------------------ | ------------- | ------------- | --------------------- | ---------- | ----- | ------------------------- |
| Benzol             | 459           | 353           | 106                   | 0.25 (0.7) | 0.2   | π,π*                      |
| Toluol             | 445           | 346           | 99                    | 0.53 (0.7) | 0.2   | π,π*                      |
| Aceton             | 372           | 332           | 40                    | 0.9 - 1.00 | 0.001 | n,π*                      |
| Acetophenon        | 330           | 310           | 20                    | 1.00       |       | n,π*                      |
| Benzaldehyd        | 323           | 301           | 22                    | 1.00       |       | n,π*                      |
| Triphenylamin      | 362           | 291           | 71                    | 0.88       |       |                           |
| Benzophenon        | 316           | 287           | 29                    | 1.00       | 0     | n,π*                      |
| Fluoren            | 397           | 282           | 115                   | 0.22       |       | π,π*                      |
| Triphenylen        | 349           | 280           | 69                    | 0.86       | 0.1   | π,π*                      |
| Biphenyl           | 418           | 274           | 144                   | 0.84       |       | π,π*                      |
| Phenanthren        | 346           | 260           | 86                    | 0.73       |       | π,π*                      |
| Styrol             | 415           | 258           | 157                   | 0.40       |       | π,π*                      |
| Naphthalin         | 385           | 253           | 132                   | 0.75       | 0.2   | π,π*                      |
| 2-Acetylnaphthalin | 325           | 249           | 76                    | 0.84       |       |                           |
| Biacetyl           | 267           | 236           | 31                    | 1.00       | 0.002 | n,π*                      |
| Benzil             | 247           | 223           | 24                    | 0.92       |       | n,π*                      |
| Anthracen          | 318           | 178           | 140                   | 0.71       | 0.4   | π,π*                      |
| Eosin              | 209           | 177           | 32                    | 0.33       |       | π,π*                      |
| Bengalrosa         | 213           | 164           | 49                    | 0.61       |       | π,π*                      |
| Methylenblau       | 180           | 138           | 42                    | 0.52       |       | π,π*                      |

## Verzögerte Fluoreszenz(delayed fluorescence)
Ein interessantes photophysikalisches Phänomen, das auf ISC beruht, ist die verzögerte Fluoreszenz. Dabei findet ein ISC aus dem T1-Zustand in den energetisch höherliegenden S1-Zustand statt. Voraussetzung ist eine vergleichsweise geringe Energiedifferenz zwischen den beiden Zuständen, so dass die notwendige Energie thermisch aufgebracht werden kann. Benzophenon ist ein Paradebeispiel für das Phänomen.
Verzögerte Fluoreszenz ist dadurch nachzuweisen, dass Lichtemission mit der Wellenlänge des Fluoreszenzlichts erfolgt, die Emission aber die typische Temperaturabhängigkeit eines thermisch aktivierten Vorgangs zeigt (Boltzmann-Faktor, Arrhenius-Gleichung). Die verzögerte Fluoreszenz lässt sich somit „ausfrieren“, da bei tiefen Temperaturen das ISC zum Singulett-Zustand nicht mehr mit der Phosphoreszenz oder der strahlungslosen Desaktivierung des Triplett-Zustands konkurrieren kann.